# Lijst van Corytophanidae
Onderstaand een lijst van alle soorten hagedissen uit de familie Corytophanidae. Er zijn negen soorten in drie geslachten. 
- Helmbasilisk (Basiliscus basiliscus)
- Basiliscus galeritus
- Kroonbasilisk (Basiliscus plumifrons)
- Basiliscus vittatus
- Helmleguaan (Corytophanes cristatus)
- Corytophanes hernandesii
- Corytophanes percarinatus
- Helmkopleguaan (Laemanctus longipes)
- Laemanctus serratus